# Plakarthrium australiense
Plakarthrium australiense is een pissebed uit de familie Plakarthriidae. De wetenschappelijke naam van de soort is voor het eerst geldig gepubliceerd in 2001 door Gary C.B. Poore & Brandt.